# Aluzinc
El Aluzinc (Aluminio-Zinc) es una aleación de aluminio y zinc. Esta fusión de metales es utilizada con frecuencia como capa de recubrimiento anticorrosivo para láminas de acero que son destinadas a cubrir el exterior de los techos. La composición se patentó por primera vez por una firma norteamericana llamada Bethlehem Steel a principios de los años 1960.
Su composición es la siguiente:
- Aluminio - 55%
- Zinc - 43,4%
- Silicio - 1,6%

## Usos
En la construcción es empleado para cubiertas, cerramientos, perfiles estructurales, paneles compuestos y tejas.
Se usa el aluzinc en algunos electrodomésticos tales como lavadoras, secadoras, frigoríficos, tostadores y hornos microondas.
El aluzinc se usa para los forros de las carrocerías de los buses. También es empleado en la fabricación de cuartos fríos, y todo lo relacionado con la explotación y exportación de flores. También se lo emplea en calderas, conductos para ventilación, armarios eléctricos, sistemas de alumbrado y carcasas de ordenadores.
Entre los principales fabricantes con licencia de BIEC para producir GALVALUME® están:  BLUESCOPE STEEL (AUSTRALIA), COMPANHIA SIDERUGICA NACIONAL (BRASIL), UNION STEEL (CHINA), METALCO (COSTA RICA), THYSSENKRUPP (ALEMANIA), NISSHIN STEEL (JAPON), DONGHU STEEL (KOREA), ETC.

## Ventajas
Se destacan las siguientes ventajas en su uso:
- En comparación con el recubrimiento de galvanizado, el de aluzinc aumenta la vida útil de la hoja de hierro entre tres y seis años más.
- La presencia de silicio en la aleación genera que aumente la resistencia al calor a más de 315 °C.
- Buena resistencia a la abrasión gracias a la dureza superficial de este material.
- Excelentes propiedades de reflectividad térmica y lumínica.